# Düring AG
Die Düring AG ist ein Schweizer Reinigungsmittelhersteller. Das Unternehmen wurde 1951 durch Maria Düring gegründet und wird bis heute als reines Familienunternehmen geführt. Die Produkte werden nach wie vor in der Schweiz produziert.

## Geschichte
Mit der Entwicklung eines neuen Mittels auf Salzsäurebasis zur Entkalkung von Toiletten legte Maria Düring den Grundstein des Unternehmens. Zu Beginn verkaufte sie ihren Entkalker direkt an Schulhausabwarte, kurze Zeit später brachte sie das Mittel unter dem Handelsnamen Durgol in den Einzelhandel. 1963 stieg ihr Sohn, der Drogist Walter Düring, in das Geschäft ein. Er entwickelte das Produkt Durgol WC. Zwei Jahre darauf entstand der Universalentkalker Durgol ME, der heute unter der Bezeichnung Durgol Express vertrieben wird.
1980 entwickelte Walter Düring die WC-Ente, eine Reinigungsflasche mit speziell gebogenem Hals, welche es erleichtern soll, die Toilette unter dem Rand zu reinigen. Die Markenrechte der WC-Ente wurden 2008 an S. C. Johnson verkauft. Seither konzentriert sich die Düring AG wieder auf die Marke Durgol. In Kooperation mit Tchibo brachte das Unternehmen einen Entkalker für Kaffeemaschinen auf den Markt.
Durgol weist heute in der Schweiz einen Marktanteil von 30 % auf.
Geleitet wird die Firma Düring AG in der dritten Generation von drei Geschwistern.